# スタッド・デパルトモンタル・イヴ＝デュ＝マノワール
スタッド・デパルトモンタル・イヴ＝デュ＝マノワール（Stade départemental Yves-du-Manoir、日本語: 県立イヴ＝デュ＝マノワール競技場）は、フランスのパリ西部近郊・コロンブにあるスタジアム。2002年までの旧称はスタッド・オランピック・イヴ＝デュ＝マノワール（Stade Olympique Yves-du-Manoir）。英語版の記事タイトルは、スタッド・イヴ＝デュ＝マノワール（Stade Yves-du-Manoir）。
1924年のパリオリンピックのメイン会場で、1938年のFIFAワールドカップでは決勝戦の会場になった。当時の収容人数は60,000人。2024年のパリオリンピックでは全面的に改修される形でホッケー会場として100年ぶりに使用される。

## 概要
サッカーのフランスカップの決勝やサッカーフランス代表のホームゲーム、ラグビーユニオンのファイブネイションズもパルク・デ・プランスが完成するまでここで行われていた。しかし収容が5万人に減少し、サッカーフランス代表の試合も1975年で終了した。
サッカーのフランス1部リーグに所属していたラシン・クラブ・ド・フランスの本拠地とされてきたものの1985年に一旦利用を中止、しかしながら2000年代から再び本拠地として利用されている。
ラグビー・フランストップリーグのラシン92（旧ラシン・メトロ92）の本拠地として長年利用され続けてきた。同チームには7000人までに減ったスタジアムの収容人数を15000人とする計画もあったが、2017年11月に隣接ナンテール（ラ・デファンス）にパリ・ラ・デファンス・アレナが完成したため移転した。